# 巴图达
巴图达（義大利語：Battuda），是意大利帕维亚省的一个市镇。总面积6平方公里，人口584人，人口密度97.3人/平方公里（2009年）。国家统计（ISTAT）代码为018012。